# Francesco Gabriotti
Francesco Gabriotti   (Roma, 12 d'agost de 1914 - Roma, 11 de febrer de 1987) fou un futbolista italià que va competir durant la dècada de 1930.
El 1936 va prendre part en els Jocs Olímpics d'Estiu de Berlín, on guanyà la medalla d'or en la competició de futbol.
A nivell de clubs jugà sempre a la Lazio, excepte durant dues temporades, quan ho feu a l'Alba Roma.